# Esteban Granero
Esteban Granero Molina (Madrid, 2 luglio 1987) è un ex calciatore spagnolo, di ruolo centrocampista.
È soprannominato El Pirata.

## Carriera
Dopo essere cresciuto nelle giovanili del Real Madrid, Granero passa prima in prestito e poi definitivamente al Getafe. Tuttavia nella stagione 2009-2010 il Real, viste le sue buone prestazioni, decide di riacquistarlo, sborsando però circa 4 milioni di €. Il 12 settembre 2009, alla seconda giornata della Liga, esordisce contro l'Espanyol nella vittoria delle merengues per 0-3. segnando uno dei 3 goal. Inoltre il 30 gennaio 2010, in occasione della sfida contro il Deportivo la Coruña al Riazor (dove il Real non vinceva da 19 anni), ha segnato il goal dello 0-1, con la partita poi finita 1-3 per i blancos. Nel corso della stagione 2010-2011 ha giocato poco anche a causa dei molti infortuni subiti, di cui uno grave. Nella medesima stagione vince la Coppa del Re grazie ad un gol di Cristiano Ronaldo segnato nei tempi supplementari al 106º della finale, partita in cui è entrato nei minuti finali al posto di Xabi Alonso.
Dopo aver aggiunto anche un titolo di campionato e una Supercoppa di Spagna al suo palmarès, il 30 agosto 2012 passa a titolo definitivo agli inglesi del QPR.
Il 15 agosto 2013 si trasferisce in prestito alla Real Sociedad. Nella prima giornata dei gironi di Champions League svoltasi tra Real Sociedad e Shakhtar Donetsk entra verso la fine della partita e appena sette minuti dopo esce per infortunio: gli esami strumentali hanno diagnosticato la rottura del legamento crociato anteriore con lesione del menisco mediale del ginocchio destro, infortunio che costringerà il giocatore fuori dal campo per almeno sei mesi. Si ritira nel 2021 dopo una stagione al Marbella.

## Statistiche

### Presenze e reti nei club
Statistiche aggiornate al termine della carriera.
| Stagione             | Club                 | Campionato           | Campionato | Campionato | Coppe nazionali | Coppe nazionali | Coppe nazionali | Coppe continentali | Coppe continentali | Coppe continentali | Altre coppe | Altre coppe | Altre coppe | Totale | Totale |
| Stagione             | Club                 | Comp                 | Pres       | Reti       | Comp            | Pres            | Reti            | Comp               | Pres               | Reti               | Comp        | Pres        | Reti        | Pres   | Reti   |
| -------------------- | -------------------- | -------------------- | ---------- | ---------- | --------------- | --------------- | --------------- | ------------------ | ------------------ | ------------------ | ----------- | ----------- | ----------- | ------ | ------ |
| 2005-2006            | Real Madrid B        | SD                   | 1          | 0          | -               | -               | -               | -                  | -                  | -                  | -           | -           | -           | 1      | 0      |
| 2006-2007            | Real Madrid B        | SD                   | 36         | 4          | -               | -               | -               | -                  | -                  | -                  | -           | -           | -           | 36     | 4      |
| Totale Real Madrid B | Totale Real Madrid B | Totale Real Madrid B | 37         | 4          |                 | -               | -               |                    | -                  | -                  |             | -           | -           | 37     | 4      |
| 2007-2008            | Getafe               | PD                   | 27         | 3          | CR              | 6               | 2               | CU                 | 9                  | 3                  | -           | -           | -           | 42     | 8      |
| 2008-2009            | Getafe               | PD                   | 35         | 5          | CR              | 2               | 0               | -                  | -                  | -                  | -           | -           | -           | 37     | 5      |
| Totale Getafe        | Totale Getafe        | Totale Getafe        | 62         | 8          |                 | 8               | 2               |                    | 9                  | 3                  |             | -           | -           | 79     | 13     |
| 2009-2010            | Real Madrid          | PD                   | 31         | 3          | CR              | 1               | 0               | UCL                | 4                  | 0                  | -           | -           | -           | 36     | 3      |
| 2010-2011            | Real Madrid          | PD                   | 19         | 1          | CR              | 9               | 1               | UCL                | 4                  | 0                  | -           | -           | -           | 32     | 2      |
| 2011-2012            | Real Madrid          | PD                   | 17         | 0          | CR              | 4               | 0               | UCL                | 7                  | 0                  | SS          | 0           | 0           | 28     | 0      |
| Totale Real Madrid   | Totale Real Madrid   | Totale Real Madrid   | 67         | 4          |                 | 14              | 1               |                    | 15                 | 0                  |             | 0           | 0           | 96     | 5      |
| 2012-2013            | QPR                  | PL                   | 24         | 1          | FACup+CdL       | 2+1             | 0               | -                  | -                  | -                  | -           | -           | -           | 27     | 1      |
| ago. 2013            | QPR                  | FLC                  | 1          | 0          | FACup+CdL       | 0               | 0               | -                  | -                  | -                  | -           | -           | -           | 1      | 0      |
| Totale QPR           | Totale QPR           | Totale QPR           | 25         | 1          |                 | 3               | 0               |                    | -                  | -                  |             | -           | -           | 28     | 1      |
| ago. 2013-2014       | Real Sociedad        | PD                   | 4          | 0          | CR              | 0               | 0               | UCL                | 2                  | 0                  | -           | -           | -           | 6      | 0      |
| 2014-2015            | Real Sociedad        | PD                   | 33         | 0          | CR              | 2               | 1               | UEL                | 4                  | 0                  | -           | -           | -           | 39     | 1      |
| 2015-2016            | Real Sociedad        | PD                   | 15         | 0          | CR              | 0               | 0               | -                  | -                  | -                  | -           | -           | -           | 15     | 0      |
| 2016-2017            | Real Sociedad        | PD                   | 19         | 0          | CR              | 3               | 0               | -                  | -                  | -                  | -           | -           | -           | 22     | 0      |
| Totale Real Sociedad | Totale Real Sociedad | Totale Real Sociedad | 71         | 0          |                 | 5               | 1               |                    | 6                  | 0                  |             | -           | -           | 82     | 1      |
| 2017-2018            | Espanyol             | PD                   | 25         | 1          | CR              | 6               | 1               | -                  | -                  | -                  | -           | -           | -           | 31     | 2      |
| 2018-2019            | Espanyol             | PD                   | 28         | 3          | CR              | 2               | 0               | -                  | -                  | -                  | -           | -           | -           | 30     | 3      |
| 2019-gen. 2020       | Espanyol             | PD                   | 11         | 1          | CR              | 0               | 0               | UEL                | 10                 | 0                  | -           | -           | -           | 21     | 1      |
| Totale Espanyol      | Totale Espanyol      | Totale Espanyol      | 64         | 5          |                 | 8               | 1               |                    | 10                 | 0                  |             | -           | -           | 82     | 6      |
| gen.-giu. 2020       | Marbella FC          | SDB                  | 5+1        | 0          | CR              | -               | -               | -                  | -                  | -                  | -           | -           | -           | 6      | 0      |
| 2020-2021            | Marbella FC          | SDB                  | 24         | 3          | CR              | 2               | 1               | -                  | -                  | -                  | -           | -           | -           | 26     | 4      |
| Totale Marbella      | Totale Marbella      | Totale Marbella      | 25+1       | 3          |                 | 2               | 1               |                    | -                  | -                  |             | -           | -           | 28     | 4      |
| Totale carriera      | Totale carriera      | Totale carriera      | 352        | 25         |                 | 40              | 6               |                    | 40                 | 3                  |             | 0           | 0           | 432    | 34     |

## Palmarès

### Club

#### Competizioni nazionali
- Coppa di Spagna: 1

Real Madrid: 2010-2011
- Campionato spagnolo: 1

Real Madrid: 2011-2012
- Supercoppa di Spagna: 1

Real Madrid: 2012

### Nazionale
- Campionato d'Europa Under-19: 1

2006